# Pohár federace 1983
Pohár federace 1983 byl 21. ročník týmové tenisové soutěže žen v Poháru federace, největší každoročně hrané kolektivní soutěže v ženském sportu. Turnaj se odehrál mezi 17. až 24. červencem 1983 na otevřených antukových dvorcích. Dějištěm se stal tenisový klub Albisguetli ve švýcarském Curychu.
Vítězem se stalo Československo ve složení Hana Mandlíková, Helena Suková, Iva Budařová a Marcela Skuherská pod vedením nehrajícího kapitána Jana Kukala. Československý tým porazil v boji o titul západoněmecké družstvo, které hrálo v sestavě Claudia Kohdeová-Kilschová, Bettina Bungeová, Eva Pfaffová a Petra Keppelerová. Nehrajícím kapitánem byl Klaus Hofsass. Československo tak v soutěži získalo druhou trofej.
Poprvé od roku 1972 se do finále neprobojovaly Spojené státy nebo Austrálie.
Turnaj zahrnoval kvalifikační kolo, jehož vítězové postoupili do hlavního turnaje hraného vyřazovacím systémem. Z něho vzešel celkový vítěz Poháru federace. Poražení z prvního kola a kvalifikace odehráli turnaj útěchy.

## Kvalifikační kolo
Vítězné týmy z kvalifikačního kola postoupily do hlavního turnaje. Poražená družstva pak odehrála turnaj útěchy.
| vítěz       | výsledek | poražený    |
| ----------- | -------- | ----------- |
| Jižní Korea | 3–0      | Jamajka     |
| Izrael      | 3–0      | Tchaj-wan   |
| Dánsko      | 3–0      | Lucembursko |
| Mexiko      | 3–0      | Irsko       |
| Norsko      | 3–0      | Portugalsko |
| Čína        | 2–1      | Indonésie   |
| Zimbabwe    | 2–1      | Filipíny    |

### Jižní Korea vs. Jamajka
| | Jižní Korea | 3 :                                                                     | 0   | Jamajka |    |  |
| --- | ----------- | ----------------------------------------------------------------------- | --- | ------- | -- |  |
| Albisguetli Tennis Club, Curych, Švýcarsko červenec 1983 antuka (venku) |             |                                                                         |     |         |    |  |
| \| \| \| \| 1. \| 2. \| 3. \| \| \| -- \| \| ----------------------------------------------------------------------- \| --- \| --- \| -- \| \| \| 1. \| \| Seol Min-kyung Lisa Yap-Samová \| 6 0 \| 6 1 \| \| \| \| 2. \| \| Kim Soo-ok Joni Van Ryck De Grootová \| 6 2 \| 6 0 \| \| \| \| 3. \| \| Han Eun-sook / Shin Soon-ho Joni Van Ryck De Grootová / Lisa Yap-Samová \| 7 6 \| 6 1 \| \| \| \| \| \| \| \| \| \| \| \| \| \| \| \| \| \| \| \| \| \| \| \| \| \| \| \| \| \| \| \| \| \| \| \| \| \| \| \| \| \| \| |             |                                                                         |     |         |    |  |
| |             |                                                                         | 1.  | 2.      | 3. |  |
| 1. |             | Seol Min-kyung Lisa Yap-Samová                                          | 6 0 | 6 1     |    |  |
| 2. |             | Kim Soo-ok Joni Van Ryck De Grootová                                    | 6 2 | 6 0     |    |  |
| 3. |             | Han Eun-sook / Shin Soon-ho Joni Van Ryck De Grootová / Lisa Yap-Samová | 7 6 | 6 1     |    |  |
| |             |                                                                         |     |         |    |  |
| |             |                                                                         |     |         |    |  |
| |             |                                                                         |     |         |    |  |
| |             |                                                                         |     |         |    |  |
| |             |                                                                         |     |         |    |  |

### Izrael vs. Tchaj-wan
| | Izrael | 3 :                                                                | 0   | Tchaj-wan |    |  |
| --- | ------ | ------------------------------------------------------------------ | --- | --------- | -- |  |
| Albisguetli Tennis Club, Curych, Švýcarsko červenec 1983 antuka (venku) |        |                                                                    |     |           |    |  |
| \| \| \| \| 1. \| 2. \| 3. \| \| \| -- \| \| ------------------------------------------------------------------ \| --- \| --- \| -- \| \| \| 1. \| \| Rafeket Binjaminiová Hsu Mei-chu \| 6 0 \| 6 0 \| \| \| \| 2. \| \| Orly Bialistozká Wang Dai-hwa \| 6 3 \| 6 4 \| \| \| \| 3. \| \| Rafeket Binjaminiová / Sagit Doronová Chen Huey-ying / Hsu Mei-chu \| 6 1 \| 6 0 \| \| \| \| \| \| \| \| \| \| \| \| \| \| \| \| \| \| \| \| \| \| \| \| \| \| \| \| \| \| \| \| \| \| \| \| \| \| \| \| \| \| \| |        |                                                                    |     |           |    |  |
| |        |                                                                    | 1.  | 2.        | 3. |  |
| 1. |        | Rafeket Binjaminiová Hsu Mei-chu                                   | 6 0 | 6 0       |    |  |
| 2. |        | Orly Bialistozká Wang Dai-hwa                                      | 6 3 | 6 4       |    |  |
| 3. |        | Rafeket Binjaminiová / Sagit Doronová Chen Huey-ying / Hsu Mei-chu | 6 1 | 6 0       |    |  |
| |        |                                                                    |     |           |    |  |
| |        |                                                                    |     |           |    |  |
| |        |                                                                    |     |           |    |  |
| |        |                                                                    |     |           |    |  |
| |        |                                                                    |     |           |    |  |

### Dánsko vs. Lucembursko
| | Dánsko | 3 :                                                                              | 0   | Lucembursko |    |  |
| --- | ------ | -------------------------------------------------------------------------------- | --- | ----------- | -- |  |
| Albisguetli Tennis Club, Curych, Švýcarsko červenec 1983 antuka (venku) |        |                                                                                  |     |             |    |  |
| \| \| \| \| 1. \| 2. \| 3. \| \| \| -- \| \| -------------------------------------------------------------------------------- \| --- \| --- \| -- \| \| \| 1. \| \| Therese Arildsenová Ginette Hubertyová \| 6 3 \| 6 2 \| \| \| \| 2. \| \| Tine Scheuerová-Larsenová Simone Wolterová \| 6 0 \| 6 3 \| \| \| \| 3. \| \| Anne Møllerová / Tine Scheuerová-Larsenová Ginette Hubertyová / Simone Wolterová \| 6 0 \| 6 2 \| \| \| \| \| \| \| \| \| \| \| \| \| \| \| \| \| \| \| \| \| \| \| \| \| \| \| \| \| \| \| \| \| \| \| \| \| \| \| \| \| \| \| |        |                                                                                  |     |             |    |  |
| |        |                                                                                  | 1.  | 2.          | 3. |  |
| 1. |        | Therese Arildsenová Ginette Hubertyová                                           | 6 3 | 6 2         |    |  |
| 2. |        | Tine Scheuerová-Larsenová Simone Wolterová                                       | 6 0 | 6 3         |    |  |
| 3. |        | Anne Møllerová / Tine Scheuerová-Larsenová Ginette Hubertyová / Simone Wolterová | 6 0 | 6 2         |    |  |
| |        |                                                                                  |     |             |    |  |
| |        |                                                                                  |     |             |    |  |
| |        |                                                                                  |     |             |    |  |
| |        |                                                                                  |     |             |    |  |
| |        |                                                                                  |     |             |    |  |

### Mexiko vs. Irsko
| | Mexiko | 3 :                                                                                  | 0   | Irsko |     |  |
| --- | ------ | ------------------------------------------------------------------------------------ | --- | ----- | --- |  |
| Albisguetli Tennis Club, Curych, Švýcarsko červenec 1983 antuka (venku) |        |                                                                                      |     |       |     |  |
| \| \| \| \| 1. \| 2. \| 3. \| \| \| -- \| \| ------------------------------------------------------------------------------------ \| --- \| --- \| --- \| \| \| 1. \| \| Claudia Hernándezová Salasová Louise Tuffová \| 6 1 \| 6 2 \| \| \| \| 2. \| \| Heliane Stedenová Siobhán Nicholsonová \| 4 6 \| 6 4 \| 8 6 \| \| \| 3. \| \| Claudia Hernándezová Salasová / Alejandra Vallejová Rhona Howettová / Louise Tuffová \| 6 0 \| 6 3 \| \| \| \| \| \| \| \| \| \| \| \| \| \| \| \| \| \| \| \| \| \| \| \| \| \| \| \| \| \| \| \| \| \| \| \| \| \| \| \| \| \| \| |        |                                                                                      |     |       |     |  |
| |        |                                                                                      | 1.  | 2.    | 3.  |  |
| 1. |        | Claudia Hernándezová Salasová Louise Tuffová                                         | 6 1 | 6 2   |     |  |
| 2. |        | Heliane Stedenová Siobhán Nicholsonová                                               | 4 6 | 6 4   | 8 6 |  |
| 3. |        | Claudia Hernándezová Salasová / Alejandra Vallejová Rhona Howettová / Louise Tuffová | 6 0 | 6 3   |     |  |
| |        |                                                                                      |     |       |     |  |
| |        |                                                                                      |     |       |     |  |
| |        |                                                                                      |     |       |     |  |
| |        |                                                                                      |     |       |     |  |
| |        |                                                                                      |     |       |     |  |

### Norsko vs. Portugalsko
| | Norsko | 3 :                                                                      | 0   | Portugalsko |       |  |
| --- | ------ | ------------------------------------------------------------------------ | --- | ----------- | ----- |  |
| Albisguetli Tennis Club, Curych, Švýcarsko červenec 1983 antuka (venku) |        |                                                                          |     |             |       |  |
| \| \| \| \| 1. \| 2. \| 3. \| \| \| -- \| \| ------------------------------------------------------------------------ \| --- \| --- \| ----- \| \| \| 1. \| \| Astrid Sundeová Marta Varandaová \| 6 2 \| 6 2 \| \| \| \| 2. \| \| Ellen Grindvoldová Fátima Santiagová \| 6 7 \| 6 1 \| 13 11 \| \| \| 3. \| \| Ellen Grindvoldová / Astrid Sundeová Maria Paula Abreu / Marta Varandová \| 6 2 \| 6 0 \| \| \| \| \| \| \| \| \| \| \| \| \| \| \| \| \| \| \| \| \| \| \| \| \| \| \| \| \| \| \| \| \| \| \| \| \| \| \| \| \| \| \| |        |                                                                          |     |             |       |  |
| |        |                                                                          | 1.  | 2.          | 3.    |  |
| 1. |        | Astrid Sundeová Marta Varandaová                                         | 6 2 | 6 2         |       |  |
| 2. |        | Ellen Grindvoldová Fátima Santiagová                                     | 6 7 | 6 1         | 13 11 |  |
| 3. |        | Ellen Grindvoldová / Astrid Sundeová Maria Paula Abreu / Marta Varandová | 6 2 | 6 0         |       |  |
| |        |                                                                          |     |             |       |  |
| |        |                                                                          |     |             |       |  |
| |        |                                                                          |     |             |       |  |
| |        |                                                                          |     |             |       |  |
| |        |                                                                          |     |             |       |  |

### Čínská lidová republika vs. Indonésie
| | Čínská lidová republika | 2 :                                                                             | 1   | Indonésie |    |  |
| --- | ----------------------- | ------------------------------------------------------------------------------- | --- | --------- | -- |  |
| Albisguetli Tennis Club, Curych, Švýcarsko červenec 1983 antuka (venku) |                         |                                                                                 |     |           |    |  |
| \| \| \| \| 1. \| 2. \| 3. \| \| \| -- \| \| ------------------------------------------------------------------------------- \| --- \| --- \| -- \| \| \| 1. \| \| Wang Pching Sri Utaminingsihová \| 6 0 \| 6 1 \| \| \| \| 2. \| \| Jü Li-čchiao Suzanna Anggarkusumová \| 6 0 \| 7 5 \| \| \| \| 3. \| \| Kung Čching-Čching / Siang Čen-Čen Sri Utaminingsihová / Suzanna Anggarkusumová \| 4 6 \| 2 6 \| \| \| \| \| \| \| \| \| \| \| \| \| \| \| \| \| \| \| \| \| \| \| \| \| \| \| \| \| \| \| \| \| \| \| \| \| \| \| \| \| \| \| |                         |                                                                                 |     |           |    |  |
| |                         |                                                                                 | 1.  | 2.        | 3. |  |
| 1. |                         | Wang Pching Sri Utaminingsihová                                                 | 6 0 | 6 1       |    |  |
| 2. |                         | Jü Li-čchiao Suzanna Anggarkusumová                                             | 6 0 | 7 5       |    |  |
| 3. |                         | Kung Čching-Čching / Siang Čen-Čen Sri Utaminingsihová / Suzanna Anggarkusumová | 4 6 | 2 6       |    |  |
| |                         |                                                                                 |     |           |    |  |
| |                         |                                                                                 |     |           |    |  |
| |                         |                                                                                 |     |           |    |  |
| |                         |                                                                                 |     |           |    |  |
| |                         |                                                                                 |     |           |    |  |

### Zimbabwe vs. Filipíny
| | Zimbabwe | 2 :                                                                         | 1   | Filipíny |     |  |
| --- | -------- | --------------------------------------------------------------------------- | --- | -------- | --- |  |
| Albisguetli Tennis Club, Curych, Švýcarsko červenec 1983 antuka (venku) |          |                                                                             |     |          |     |  |
| \| \| \| \| 1. \| 2. \| 3. \| \| \| -- \| \| --------------------------------------------------------------------------- \| --- \| --- \| --- \| \| \| 1. \| \| Lindsay Standenová Edna Olivarezová \| 3 6 \| 6 3 \| 6 2 \| \| \| 2. \| \| Angela Longová Dyan Castillejová \| 6 7 \| 6 4 \| 2 6 \| \| \| 3. \| \| Angela Longová / Lindsay Standenová Dyan Castillejová / Jackie Castillejová \| 6 1 \| 6 7 \| 6 4 \| \| \| \| \| \| \| \| \| \| \| \| \| \| \| \| \| \| \| \| \| \| \| \| \| \| \| \| \| \| \| \| \| \| \| \| \| \| \| \| \| \| |          |                                                                             |     |          |     |  |
| |          |                                                                             | 1.  | 2.       | 3.  |  |
| 1. |          | Lindsay Standenová Edna Olivarezová                                         | 3 6 | 6 3      | 6 2 |  |
| 2. |          | Angela Longová Dyan Castillejová                                            | 6 7 | 6 4      | 2 6 |  |
| 3. |          | Angela Longová / Lindsay Standenová Dyan Castillejová / Jackie Castillejová | 6 1 | 6 7      | 6 4 |  |
| |          |                                                                             |     |          |     |  |
| |          |                                                                             |     |          |     |  |
| |          |                                                                             |     |          |     |  |
| |          |                                                                             |     |          |     |  |
| |          |                                                                             |     |          |     |  |

## Hlavní turnaj

### Účastníci
| Účastníci      | Účastníci       | Účastníci  | Účastníci      |
| Argentina      | Austrálie       | Rakousko   | Belgie         |
| Brazílie       | Bulharsko       | Kanada     | Čína           |
| Československo | Dánsko          | Francie    | Velká Británie |
| Řecko          | Maďarsko        | Izrael     | Itálie         |
| Japonsko       | Lucembursko     | Mexiko     | Nizozemsko     |
| Norsko         | Peru            | Rumunsko   | Jižní Korea    |
| Sovětský svaz  | Španělsko       | Švédsko    | Švýcarsko      |
| Spojené státy  | Západní Německo | Jugoslávie | Zimbabwe       |
| -------------- | --------------- | ---------- | -------------- |

### Pavouk
|  | První kolo | První kolo      | První kolo      |   |                | Druhé kolo    | Druhé kolo | Druhé kolo     |   |  | Čtvrtfinále | Čtvrtfinále | Čtvrtfinále   |   |  | Semifinále | Semifinále | Semifinále     |   |  | Finále | Finále          | Finále |
|  |            |                 |                 |   |                |               |            |                |   |  |             |             |               |   |  |            |            |                |   |  |        |                 |        |
|  |            | Spojené státy   | 3               |   |                |               |            |                |   |  |             |             |               |   |  |            |            |                |   |  |        |                 |        |
|  | Q          | Norsko          | 0               |   |                |               |            |                |   |  |             |             |               |   |  |            |            |                |   |  |        |                 |        |
|  | Q          | Norsko          | 0               |   |                | Spojené státy | 3          |                |   |  |             |             |               |   |  |            |            |                |   |  |        |                 |        |
|  |            |                 |                 |   |                | Spojené státy | 3          |                |   |  |             |             |               |   |  |            |            |                |   |  |        |                 |        |
|  |            |                 | Švédsko         | 0 |                |               |            |                |   |  |             |             |               |   |  |            |            |                |   |  |        |                 |        |
|  |            | Švédsko         | Švédsko         | 0 | 3              |               |            |                |   |  |             |             |               |   |  |            |            |                |   |  |        |                 |        |
|  |            | Švédsko         |                 |   | 3              |               |            |                |   |  |             |             |               |   |  |            |            |                |   |  |        |                 |        |
|  |            | Belgie          | 0               |   |                |               |            |                |   |  |             |             |               |   |  |            |            |                |   |  |        |                 |        |
|  |            |                 |                 |   |                |               |            | Spojené státy  | 2 |  |             |             |               |   |  |            |            |                |   |  |        |                 |        |
|  |            |                 |                 |   |                |               |            |                | 2 |  |             |             |               |   |  |            |            |                |   |  |        |                 |        |
|  |            |                 | Jugoslávie      | 1 |                |               |            |                |   |  |             |             |               |   |  |            |            |                |   |  |        |                 |        |
|  |            | Jugoslávie      | Jugoslávie      | 1 | 2              |               |            |                |   |  |             |             |               |   |  |            |            |                |   |  |        |                 |        |
|  |            | Jugoslávie      |                 |   | 2              |               |            |                |   |  |             |             |               |   |  |            |            |                |   |  |        |                 |        |
|  | Q          | Jižní Korea     | 1               |   |                |               |            |                |   |  |             |             |               |   |  |            |            |                |   |  |        |                 |        |
|  | Q          | Jižní Korea     | 1               |   |                | Jugoslávie    | 3          |                |   |  |             |             |               |   |  |            |            |                |   |  |        |                 |        |
|  |            |                 |                 |   |                | Jugoslávie    | 3          |                |   |  |             |             |               |   |  |            |            |                |   |  |        |                 |        |
|  |            | Q               | Čína            | 0 |                |               |            |                |   |  |             |             |               |   |  |            |            |                |   |  |        |                 |        |
|  | Q          | Q               | Čína            | 0 | Čína           | 2             |            |                |   |  |             |             |               |   |  |            |            |                |   |  |        |                 |        |
|  | Q          |                 |                 |   | Čína           | 2             |            |                |   |  |             |             |               |   |  |            |            |                |   |  |        |                 |        |
|  |            | Nizozemsko      | 1               |   |                |               |            |                |   |  |             |             |               |   |  |            |            |                |   |  |        |                 |        |
|  |            |                 |                 |   |                |               |            |                |   |  |             |             | Spojené státy | 0 |  |            |            |                |   |  |        |                 |        |
|  |            |                 |                 |   |                |               |            |                |   |  |             |             |               |   |  |            |            |                |   |  |        |                 |        |
|  |            |                 | Československo  | 2 |                |               |            |                |   |  |             |             |               |   |  |            |            |                |   |  |        |                 |        |
|  |            | Francie         | Československo  | 2 | 1              |               |            |                |   |  |             |             |               |   |  |            |            |                |   |  |        |                 |        |
|  |            | Francie         |                 |   | 1              |               |            |                |   |  |             |             |               |   |  |            |            |                |   |  |        |                 |        |
|  |            | Argentina       | 2               |   |                |               |            |                |   |  |             |             |               |   |  |            |            |                |   |  |        |                 |        |
|  |            | Argentina       | 2               |   | Argentina      | 3             |            |                |   |  |             |             |               |   |  |            |            |                |   |  |        |                 |        |
|  |            |                 |                 |   | Argentina      | 3             |            |                |   |  |             |             |               |   |  |            |            |                |   |  |        |                 |        |
|  |            |                 | Maďarsko        | 0 |                |               |            |                |   |  |             |             |               |   |  |            |            |                |   |  |        |                 |        |
|  | Q          | Zimbabwe        | Maďarsko        | 0 | 0              |               |            |                |   |  |             |             |               |   |  |            |            |                |   |  |        |                 |        |
|  | Q          | Zimbabwe        |                 |   | 0              |               |            |                |   |  |             |             |               |   |  |            |            |                |   |  |        |                 |        |
|  |            | Maďarsko        | 3               |   |                |               |            |                |   |  |             |             |               |   |  |            |            |                |   |  |        |                 |        |
|  |            |                 |                 |   |                |               |            | Argentina      | 0 |  |             |             |               |   |  |            |            |                |   |  |        |                 |        |
|  |            |                 |                 |   |                |               |            |                | 0 |  |             |             |               |   |  |            |            |                |   |  |        |                 |        |
|  |            |                 | Československo  | 2 |                |               |            |                |   |  |             |             |               |   |  |            |            |                |   |  |        |                 |        |
|  |            | Itálie          | Československo  | 2 | 2              |               |            |                |   |  |             |             |               |   |  |            |            |                |   |  |        |                 |        |
|  |            | Itálie          |                 |   | 2              |               |            |                |   |  |             |             |               |   |  |            |            |                |   |  |        |                 |        |
|  |            | Rakousko        | 1               |   |                |               |            |                |   |  |             |             |               |   |  |            |            |                |   |  |        |                 |        |
|  |            | Rakousko        | 1               |   | Itálie         | 1             |            |                |   |  |             |             |               |   |  |            |            |                |   |  |        |                 |        |
|  |            |                 |                 |   | Itálie         | 1             |            |                |   |  |             |             |               |   |  |            |            |                |   |  |        |                 |        |
|  |            |                 | Československo  | 2 |                |               |            |                |   |  |             |             |               |   |  |            |            |                |   |  |        |                 |        |
|  |            | Peru            | Československo  | 2 | 0              |               |            |                |   |  |             |             |               |   |  |            |            |                |   |  |        |                 |        |
|  |            | Peru            |                 |   | 0              |               |            |                |   |  |             |             |               |   |  |            |            |                |   |  |        |                 |        |
|  |            | Československo  | 3               |   |                |               |            |                |   |  |             |             |               |   |  |            |            |                |   |  |        |                 |        |
|  |            |                 |                 |   |                |               |            |                |   |  |             |             |               |   |  |            |            | Československo | 2 |  |        |                 |        |
|  |            |                 |                 |   |                |               |            |                |   |  |             |             |               |   |  |            |            | Československo | 2 |  |        |                 |        |
|  |            |                 |                 |   |                |               |            |                |   |  |             |             |               |   |  |            |            |                |   |  |        | Západní Německo | 1      |
|  |            | Austrálie       | 3               |   |                |               |            |                |   |  |             |             |               |   |  |            |            |                |   |  |        | Západní Německo | 1      |
|  |            | Austrálie       | 3               |   |                |               |            |                |   |  |             |             |               |   |  |            |            |                |   |  |        |                 |        |
|  |            | Sovětský svaz   | 0               |   |                |               |            |                |   |  |             |             |               |   |  |            |            |                |   |  |        |                 |        |
|  |            | Sovětský svaz   | 0               |   | Austrálie      | 3             |            |                |   |  |             |             |               |   |  |            |            |                |   |  |        |                 |        |
|  |            |                 |                 |   | Austrálie      | 3             |            |                |   |  |             |             |               |   |  |            |            |                |   |  |        |                 |        |
|  |            | Q               | Mexiko          | 0 |                |               |            |                |   |  |             |             |               |   |  |            |            |                |   |  |        |                 |        |
|  |            | Q               | Mexiko          | 0 | Řecko          | 1             |            |                |   |  |             |             |               |   |  |            |            |                |   |  |        |                 |        |
|  |            |                 |                 |   | Řecko          | 1             |            |                |   |  |             |             |               |   |  |            |            |                |   |  |        |                 |        |
|  | Q          | Mexiko          | 2               |   |                |               |            |                |   |  |             |             |               |   |  |            |            |                |   |  |        |                 |        |
|  | Q          | Mexiko          | 2               |   |                |               |            |                |   |  | Austrálie   | 1           |               |   |  |            |            |                |   |  |        |                 |        |
|  |            |                 |                 |   |                |               |            |                |   |  | Austrálie   | 1           |               |   |  |            |            |                |   |  |        |                 |        |
|  |            |                 | Švýcarsko       | 2 |                |               |            |                |   |  |             |             |               |   |  |            |            |                |   |  |        |                 |        |
|  |            | Rumunsko        | Švýcarsko       | 2 | 3              |               |            |                |   |  |             |             |               |   |  |            |            |                |   |  |        |                 |        |
|  |            | Rumunsko        |                 |   | 3              |               |            |                |   |  |             |             |               |   |  |            |            |                |   |  |        |                 |        |
|  |            | Kanada          | 0               |   |                |               |            |                |   |  |             |             |               |   |  |            |            |                |   |  |        |                 |        |
|  |            | Kanada          | 0               |   | Rumunsko       | 1             |            |                |   |  |             |             |               |   |  |            |            |                |   |  |        |                 |        |
|  |            |                 |                 |   | Rumunsko       | 1             |            |                |   |  |             |             |               |   |  |            |            |                |   |  |        |                 |        |
|  |            |                 | Švýcarsko       | 2 |                |               |            |                |   |  |             |             |               |   |  |            |            |                |   |  |        |                 |        |
|  |            | Bulharsko       | Švýcarsko       | 2 | 0              |               |            |                |   |  |             |             |               |   |  |            |            |                |   |  |        |                 |        |
|  |            | Bulharsko       |                 |   | 0              |               |            |                |   |  |             |             |               |   |  |            |            |                |   |  |        |                 |        |
|  |            | Švýcarsko       | 3               |   |                |               |            |                |   |  |             |             |               |   |  |            |            |                |   |  |        |                 |        |
|  |            |                 |                 |   |                |               |            |                |   |  |             |             | Švýcarsko     | 0 |  |            |            |                |   |  |        |                 |        |
|  |            |                 |                 |   |                |               |            |                |   |  |             |             |               |   |  |            |            |                |   |  |        |                 |        |
|  |            |                 | Západní Německo | 3 |                |               |            |                |   |  |             |             |               |   |  |            |            |                |   |  |        |                 |        |
|  |            | Velká Británie  | Západní Německo | 3 | 3              |               |            |                |   |  |             |             |               |   |  |            |            |                |   |  |        |                 |        |
|  |            | Velká Británie  |                 |   | 3              |               |            |                |   |  |             |             |               |   |  |            |            |                |   |  |        |                 |        |
|  |            | Lucembursko     | 0               |   |                |               |            |                |   |  |             |             |               |   |  |            |            |                |   |  |        |                 |        |
|  |            | Lucembursko     | 0               |   | Velká Británie | 3             |            |                |   |  |             |             |               |   |  |            |            |                |   |  |        |                 |        |
|  |            |                 |                 |   | Velká Británie | 3             |            |                |   |  |             |             |               |   |  |            |            |                |   |  |        |                 |        |
|  |            |                 | Brazílie        | 0 |                |               |            |                |   |  |             |             |               |   |  |            |            |                |   |  |        |                 |        |
|  | Q          | Izrael          | Brazílie        | 0 | 1              |               |            |                |   |  |             |             |               |   |  |            |            |                |   |  |        |                 |        |
|  | Q          | Izrael          |                 |   | 1              |               |            |                |   |  |             |             |               |   |  |            |            |                |   |  |        |                 |        |
|  |            | Brazílie        | 2               |   |                |               |            |                |   |  |             |             |               |   |  |            |            |                |   |  |        |                 |        |
|  |            |                 |                 |   |                |               |            | Velká Británie | 1 |  |             |             |               |   |  |            |            |                |   |  |        |                 |        |
|  |            |                 |                 |   |                |               |            |                | 1 |  |             |             |               |   |  |            |            |                |   |  |        |                 |        |
|  |            |                 | Západní Německo | 2 |                |               |            |                |   |  |             |             |               |   |  |            |            |                |   |  |        |                 |        |
|  |            | Japonsko        | Západní Německo | 2 | 2              |               |            |                |   |  |             |             |               |   |  |            |            |                |   |  |        |                 |        |
|  |            | Japonsko        |                 |   | 2              |               |            |                |   |  |             |             |               |   |  |            |            |                |   |  |        |                 |        |
|  | Q          | Dánsko          | 1               |   |                |               |            |                |   |  |             |             |               |   |  |            |            |                |   |  |        |                 |        |
|  | Q          | Dánsko          | 1               |   |                | Japonsko      | 0          |                |   |  |             |             |               |   |  |            |            |                |   |  |        |                 |        |
|  |            |                 |                 |   |                | Japonsko      | 0          |                |   |  |             |             |               |   |  |            |            |                |   |  |        |                 |        |
|  |            |                 | Západní Německo | 3 |                |               |            |                |   |  |             |             |               |   |  |            |            |                |   |  |        |                 |        |
|  |            | Španělsko       | Západní Německo | 3 | 0              |               |            |                |   |  |             |             |               |   |  |            |            |                |   |  |        |                 |        |
|  |            | Španělsko       |                 |   | 0              |               |            |                |   |  |             |             |               |   |  |            |            |                |   |  |        |                 |        |
|  |            | Západní Německo | 3               |   |                |               |            |                |   |  |             |             |               |   |  |            |            |                |   |  |        |                 |        |

Poražení z prvního kola odehráli turnaj útěchy.

### První kolo

#### Spojené státy americké vs. Norsko
| | Spojené státy americké | 3 :                                                                     | 0   | Norsko |    |  |
| --- | ---------------------- | ----------------------------------------------------------------------- | --- | ------ | -- |  |
| Albisguetli Tennis Club, Curych, Švýcarsko červenec 1983 antuka (venku) |                        |                                                                         |     |        |    |  |
| \| \| \| \| 1. \| 2. \| 3. \| \| \| -- \| \| ----------------------------------------------------------------------- \| --- \| --- \| -- \| \| \| 1. \| \| Candy Reynoldsová Astrid Sundeová \| 6 4 \| 6 2 \| \| \| \| 2. \| \| Andrea Jaegerová Ellen Grindvoldová \| 6 0 \| 6 1 \| \| \| \| 3. \| \| Candy Reynoldsová / Paula Smithová Ellen Grindvoldová / Astrid Sundeová \| 6 3 \| 6 2 \| \| \| \| \| \| \| \| \| \| \| \| \| \| \| \| \| \| \| \| \| \| \| \| \| \| \| \| \| \| \| \| \| \| \| \| \| \| \| \| \| \| \| |                        |                                                                         |     |        |    |  |
| |                        |                                                                         | 1.  | 2.     | 3. |  |
| 1. |                        | Candy Reynoldsová Astrid Sundeová                                       | 6 4 | 6 2    |    |  |
| 2. |                        | Andrea Jaegerová Ellen Grindvoldová                                     | 6 0 | 6 1    |    |  |
| 3. |                        | Candy Reynoldsová / Paula Smithová Ellen Grindvoldová / Astrid Sundeová | 6 3 | 6 2    |    |  |
| |                        |                                                                         |     |        |    |  |
| |                        |                                                                         |     |        |    |  |
| |                        |                                                                         |     |        |    |  |
| |                        |                                                                         |     |        |    |  |
| |                        |                                                                         |     |        |    |  |

#### Švédsko vs. Belgie
| | Švédsko | 3 :                                                                    | 0   | Belgie |    |  |
| --- | ------- | ---------------------------------------------------------------------- | --- | ------ | -- |  |
| Albisguetli Tennis Club, Curych, Švýcarsko červenec 1983 antuka (venku) |         |                                                                        |     |        |    |  |
| \| \| \| \| 1. \| 2. \| 3. \| \| \| -- \| \| ---------------------------------------------------------------------- \| --- \| --- \| -- \| \| \| 1. \| \| Catarina Lindqvistová Marlene De Woutersová \| 6 3 \| 6 2 \| \| \| \| 2. \| \| Catrin Jexellová Ann Gabrielová \| 6 0 \| 6 1 \| \| \| \| 3. \| \| Catrin Jexellová / Helena Olssonová Ann Gabrielová / Nicole Mabilleová \| 6 3 \| 6 2 \| \| \| \| \| \| \| \| \| \| \| \| \| \| \| \| \| \| \| \| \| \| \| \| \| \| \| \| \| \| \| \| \| \| \| \| \| \| \| \| \| \| \| |         |                                                                        |     |        |    |  |
| |         |                                                                        | 1.  | 2.     | 3. |  |
| 1. |         | Catarina Lindqvistová Marlene De Woutersová                            | 6 3 | 6 2    |    |  |
| 2. |         | Catrin Jexellová Ann Gabrielová                                        | 6 0 | 6 1    |    |  |
| 3. |         | Catrin Jexellová / Helena Olssonová Ann Gabrielová / Nicole Mabilleová | 6 3 | 6 2    |    |  |
| |         |                                                                        |     |        |    |  |
| |         |                                                                        |     |        |    |  |
| |         |                                                                        |     |        |    |  |
| |         |                                                                        |     |        |    |  |
| |         |                                                                        |     |        |    |  |

#### Jugoslávie vs. Jižní Korea
| | Jugoslávie | 2 :                                                          | 1   | Jižní Korea |     |  |
| --- | ---------- | ------------------------------------------------------------ | --- | ----------- | --- |  |
| Albisguetli Tennis Club, Curych, Švýcarsko červenec 1983 antuka (venku) |            |                                                              |     |             |     |  |
| \| \| \| \| 1. \| 2. \| 3. \| \| \| -- \| \| ------------------------------------------------------------ \| --- \| --- \| --- \| \| \| 1. \| \| Sabrina Golešová Seol Min-kyung \| 2 6 \| 6 7 \| \| \| \| 2. \| \| Renata Šašaková Kim Soo-ok \| 3 6 \| 6 2 \| 6 3 \| \| \| 3. \| \| Sabrina Golešová / Renata Šašaková Kim Soo-ok / Shin Soon-ho \| 7 6 \| 6 4 \| \| \| \| \| \| \| \| \| \| \| \| \| \| \| \| \| \| \| \| \| \| \| \| \| \| \| \| \| \| \| \| \| \| \| \| \| \| \| \| \| \| \| |            |                                                              |     |             |     |  |
| |            |                                                              | 1.  | 2.          | 3.  |  |
| 1. |            | Sabrina Golešová Seol Min-kyung                              | 2 6 | 6 7         |     |  |
| 2. |            | Renata Šašaková Kim Soo-ok                                   | 3 6 | 6 2         | 6 3 |  |
| 3. |            | Sabrina Golešová / Renata Šašaková Kim Soo-ok / Shin Soon-ho | 7 6 | 6 4         |     |  |
| |            |                                                              |     |             |     |  |
| |            |                                                              |     |             |     |  |
| |            |                                                              |     |             |     |  |
| |            |                                                              |     |             |     |  |
| |            |                                                              |     |             |     |  |

#### Čínská lidová republika vs. Nizozemsko
| | Čínská lidová republika | 2 :                                                            | 1   | Nizozemsko |     |  |
| --- | ----------------------- | -------------------------------------------------------------- | --- | ---------- | --- |  |
| Albisguetli Tennis Club, Curych, Švýcarsko červenec 1983 antuka (venku) |                         |                                                                |     |            |     |  |
| \| \| \| \| 1. \| 2. \| 3. \| \| \| -- \| \| -------------------------------------------------------------- \| --- \| --- \| --- \| \| \| 1. \| \| Jü Li-čchiao Marianne van der Torreová \| 6 3 \| 6 0 \| \| \| \| 2. \| \| Wang Pching Marcella Meskerová \| 2 6 \| 7 6 \| 6 2 \| \| \| 3. \| \| Wang Pching / Jü Li-čchiao Marcella Meskerová / Betty Stoveová \| 3 6 \| 3 6 \| \| \| \| \| \| \| \| \| \| \| \| \| \| \| \| \| \| \| \| \| \| \| \| \| \| \| \| \| \| \| \| \| \| \| \| \| \| \| \| \| \| \| |                         |                                                                |     |            |     |  |
| |                         |                                                                | 1.  | 2.         | 3.  |  |
| 1. |                         | Jü Li-čchiao Marianne van der Torreová                         | 6 3 | 6 0        |     |  |
| 2. |                         | Wang Pching Marcella Meskerová                                 | 2 6 | 7 6        | 6 2 |  |
| 3. |                         | Wang Pching / Jü Li-čchiao Marcella Meskerová / Betty Stoveová | 3 6 | 3 6        |     |  |
| |                         |                                                                |     |            |     |  |
| |                         |                                                                |     |            |     |  |
| |                         |                                                                |     |            |     |  |
| |                         |                                                                |     |            |     |  |
| |                         |                                                                |     |            |     |  |

#### Francie vs. Argentina
| | Francie | 1 :                                                                                             | 2   | Argentina |    |  |
| --- | ------- | ----------------------------------------------------------------------------------------------- | --- | --------- | -- |  |
| Albisguetli Tennis Club, Curych, Švýcarsko červenec 1983 antuka (venku) |         |                                                                                                 |     |           |    |  |
| \| \| \| \| 1. \| 2. \| 3. \| \| \| -- \| \| ----------------------------------------------------------------------------------------------- \| --- \| --- \| -- \| \| \| 1. \| \| Corrine Vanierová Emilse Rapponiová Longová \| 3 6 \| 3 6 \| \| \| \| 2. \| \| Catherine Tanvierová Ivanna Madrugaová Ossèsová \| 6 3 \| 6 3 \| \| \| \| 3. \| \| Catherine Tanvierová / Corrine Vanierová Emilse Rapponiová Longová / Ivanna Madrugaová Ossèsová \| 4 6 \| 3 6 \| \| \| \| \| \| \| \| \| \| \| \| \| \| \| \| \| \| \| \| \| \| \| \| \| \| \| \| \| \| \| \| \| \| \| \| \| \| \| \| \| \| \| |         |                                                                                                 |     |           |    |  |
| |         |                                                                                                 | 1.  | 2.        | 3. |  |
| 1. |         | Corrine Vanierová Emilse Rapponiová Longová                                                     | 3 6 | 3 6       |    |  |
| 2. |         | Catherine Tanvierová Ivanna Madrugaová Ossèsová                                                 | 6 3 | 6 3       |    |  |
| 3. |         | Catherine Tanvierová / Corrine Vanierová Emilse Rapponiová Longová / Ivanna Madrugaová Ossèsová | 4 6 | 3 6       |    |  |
| |         |                                                                                                 |     |           |    |  |
| |         |                                                                                                 |     |           |    |  |
| |         |                                                                                                 |     |           |    |  |
| |         |                                                                                                 |     |           |    |  |
| |         |                                                                                                 |     |           |    |  |

#### Zimbabwe vs. Maďarsko
| | Zimbabwe | 0 :                                                                        | 3   | Maďarsko |     |  |
| --- | -------- | -------------------------------------------------------------------------- | --- | -------- | --- |  |
| Albisguetli Tennis Club, Curych, Švýcarsko červenec 1983 antuka (venku) |          |                                                                            |     |          |     |  |
| \| \| \| \| 1. \| 2. \| 3. \| \| \| -- \| \| -------------------------------------------------------------------------- \| --- \| --- \| --- \| \| \| 1. \| \| Fiona Martinová Csilla Cserépyová \| 0 6 \| 0 6 \| \| \| \| 2. \| \| Angela Longová Andrea Temesváriová \| 0 6 \| 1 6 \| \| \| \| 3. \| \| Angela Longová / Lindsay Standenová Csilla Cserépyová / Éva Rózsavölgyiová \| 7 6 \| 1 6 \| 2 6 \| \| \| \| \| \| \| \| \| \| \| \| \| \| \| \| \| \| \| \| \| \| \| \| \| \| \| \| \| \| \| \| \| \| \| \| \| \| \| \| \| \| |          |                                                                            |     |          |     |  |
| |          |                                                                            | 1.  | 2.       | 3.  |  |
| 1. |          | Fiona Martinová Csilla Cserépyová                                          | 0 6 | 0 6      |     |  |
| 2. |          | Angela Longová Andrea Temesváriová                                         | 0 6 | 1 6      |     |  |
| 3. |          | Angela Longová / Lindsay Standenová Csilla Cserépyová / Éva Rózsavölgyiová | 7 6 | 1 6      | 2 6 |  |
| |          |                                                                            |     |          |     |  |
| |          |                                                                            |     |          |     |  |
| |          |                                                                            |     |          |     |  |
| |          |                                                                            |     |          |     |  |
| |          |                                                                            |     |          |     |  |

#### Itálie vs. Rakousko
| | Itálie | 2 :                                                                      | 1   | Rakousko |     |  |
| --- | ------ | ------------------------------------------------------------------------ | --- | -------- | --- |  |
| Albisguetli Tennis Club, Curych, Švýcarsko červenec 1983 antuka (venku) |        |                                                                          |     |          |     |  |
| \| \| \| \| 1. \| 2. \| 3. \| \| \| -- \| \| ------------------------------------------------------------------------ \| --- \| --- \| --- \| \| \| 1. \| \| Raffaella Reggiová Andrea Pesaková \| 4 6 \| 6 2 \| 6 2 \| \| \| 2. \| \| Sabina Simmondsová Petra Huberová \| 6 4 \| 1 6 \| 2 6 \| \| \| 3. \| \| Sandra Cecchiniová / Raffaella Reggiová Petra Huberová / Andrea Pesaková \| 7 6 \| 2 6 \| 6 2 \| \| \| \| \| \| \| \| \| \| \| \| \| \| \| \| \| \| \| \| \| \| \| \| \| \| \| \| \| \| \| \| \| \| \| \| \| \| \| \| \| \| |        |                                                                          |     |          |     |  |
| |        |                                                                          | 1.  | 2.       | 3.  |  |
| 1. |        | Raffaella Reggiová Andrea Pesaková                                       | 4 6 | 6 2      | 6 2 |  |
| 2. |        | Sabina Simmondsová Petra Huberová                                        | 6 4 | 1 6      | 2 6 |  |
| 3. |        | Sandra Cecchiniová / Raffaella Reggiová Petra Huberová / Andrea Pesaková | 7 6 | 2 6      | 6 2 |  |
| |        |                                                                          |     |          |     |  |
| |        |                                                                          |     |          |     |  |
| |        |                                                                          |     |          |     |  |
| |        |                                                                          |     |          |     |  |
| |        |                                                                          |     |          |     |  |

#### Peru vs. Československo
| | Peru | 0 :                                                                       | 3   | Československo |     |  |
| --- | ---- | ------------------------------------------------------------------------- | --- | -------------- | --- |  |
| Albisguetli Tennis Club, Curych, Švýcarsko červenec 1983 antuka (venku) |      |                                                                           |     |                |     |  |
| \| \| \| \| 1. \| 2. \| 3. \| \| \| -- \| \| ------------------------------------------------------------------------- \| --- \| --- \| --- \| \| \| 1. \| \| Pilar Vásquezová Helena Suková \| 3 6 \| 6 1 \| 4 6 \| \| \| 2. \| \| Laura Gildemeisterová Hana Mandlíková \| 6 7 \| 4 6 \| \| \| \| 3. \| \| Laura Gildemeisterová / Pilar Vásquezová Iva Budařová / Marcela Skuherská \| 6 7 \| 3 6 \| \| \| \| \| \| \| \| \| \| \| \| \| \| \| \| \| \| \| \| \| \| \| \| \| \| \| \| \| \| \| \| \| \| \| \| \| \| \| \| \| \| \| |      |                                                                           |     |                |     |  |
| |      |                                                                           | 1.  | 2.             | 3.  |  |
| 1. |      | Pilar Vásquezová Helena Suková                                            | 3 6 | 6 1            | 4 6 |  |
| 2. |      | Laura Gildemeisterová Hana Mandlíková                                     | 6 7 | 4 6            |     |  |
| 3. |      | Laura Gildemeisterová / Pilar Vásquezová Iva Budařová / Marcela Skuherská | 6 7 | 3 6            |     |  |
| |      |                                                                           |     |                |     |  |
| |      |                                                                           |     |                |     |  |
| |      |                                                                           |     |                |     |  |
| |      |                                                                           |     |                |     |  |
| |      |                                                                           |     |                |     |  |

#### Austrálie vs. Sovětský svaz
| | Austrálie | 3 :                                                                      | 0   | Sovětský svaz |     |  |
| --- | --------- | ------------------------------------------------------------------------ | --- | ------------- | --- |  |
| Albisguetli Tennis Club, Curych, Švýcarsko červenec 1983 antuka (venku) |           |                                                                          |     |               |     |  |
| \| \| \| \| 1. \| 2. \| 3. \| \| \| -- \| \| ------------------------------------------------------------------------ \| --- \| --- \| --- \| \| \| 1. \| \| Dianne Fromholtzová Larisa Savčenková \| 6 1 \| 7 5 \| \| \| \| 2. \| \| Wendy Turnbullová Olga Zajcevová \| 6 4 \| 4 6 \| 6 2 \| \| \| 3. \| \| Dianne Fromholtzová / Susan Leová Světlana Černěvová / Larisa Savčenková \| 7 5 \| 6 3 \| \| \| \| \| \| \| \| \| \| \| \| \| \| \| \| \| \| \| \| \| \| \| \| \| \| \| \| \| \| \| \| \| \| \| \| \| \| \| \| \| \| \| |           |                                                                          |     |               |     |  |
| |           |                                                                          | 1.  | 2.            | 3.  |  |
| 1. |           | Dianne Fromholtzová Larisa Savčenková                                    | 6 1 | 7 5           |     |  |
| 2. |           | Wendy Turnbullová Olga Zajcevová                                         | 6 4 | 4 6           | 6 2 |  |
| 3. |           | Dianne Fromholtzová / Susan Leová Světlana Černěvová / Larisa Savčenková | 7 5 | 6 3           |     |  |
| |           |                                                                          |     |               |     |  |
| |           |                                                                          |     |               |     |  |
| |           |                                                                          |     |               |     |  |
| |           |                                                                          |     |               |     |  |
| |           |                                                                          |     |               |     |  |

#### Řecko vs. Mexiko
| | Řecko | 1 :                                                                                              | 2   | Mexiko |     |  |
| --- | ----- | ------------------------------------------------------------------------------------------------ | --- | ------ | --- |  |
| Albisguetli Tennis Club, Curych, Švýcarsko červenec 1983 antuka (venku) |       |                                                                                                  |     |        |     |  |
| \| \| \| \| 1. \| 2. \| 3. \| \| \| -- \| \| ------------------------------------------------------------------------------------------------ \| --- \| --- \| --- \| \| \| 1. \| \| Olga Tsarbopoulou Claudia Hernándezová Salasová \| 3 6 \| 1 6 \| \| \| \| 2. \| \| Angelika Kanellopoulou Heliane Stedenová \| 6 4 \| 6 2 \| \| \| \| 3. \| \| Angelika Kanellopoulou / Denise Panagopoulou Claudia Hernándezová Salasová / Alejandra Vallejová \| 6 7 \| 6 2 \| 1 6 \| \| \| \| \| \| \| \| \| \| \| \| \| \| \| \| \| \| \| \| \| \| \| \| \| \| \| \| \| \| \| \| \| \| \| \| \| \| \| \| \| \| |       |                                                                                                  |     |        |     |  |
| |       |                                                                                                  | 1.  | 2.     | 3.  |  |
| 1. |       | Olga Tsarbopoulou Claudia Hernándezová Salasová                                                  | 3 6 | 1 6    |     |  |
| 2. |       | Angelika Kanellopoulou Heliane Stedenová                                                         | 6 4 | 6 2    |     |  |
| 3. |       | Angelika Kanellopoulou / Denise Panagopoulou Claudia Hernándezová Salasová / Alejandra Vallejová | 6 7 | 6 2    | 1 6 |  |
| |       |                                                                                                  |     |        |     |  |
| |       |                                                                                                  |     |        |     |  |
| |       |                                                                                                  |     |        |     |  |
| |       |                                                                                                  |     |        |     |  |
| |       |                                                                                                  |     |        |     |  |

#### Rumunsko vs. Kanada
| | Rumunsko | 3 :                                                                            | 0   | Kanada |    |  |
| --- | -------- | ------------------------------------------------------------------------------ | --- | ------ | -- |  |
| Albisguetli Tennis Club, Curych, Švýcarsko červenec 1983 antuka (venku) |          |                                                                                |     |        |    |  |
| \| \| \| \| 1. \| 2. \| 3. \| \| \| -- \| \| ------------------------------------------------------------------------------ \| --- \| --- \| -- \| \| \| 1. \| \| Lucia Romanovová Angela Walkerová \| 6 2 \| 6 3 \| \| \| \| 2. \| \| Virginia Ruziciová Carling Bassettová \| 7 6 \| 6 0 \| \| \| \| 3. \| \| Florenţa Mihaiová / Lucia Romanovová Carling Bassettová / Jill Hetheringtonová \| 6 3 \| 6 4 \| \| \| \| \| \| \| \| \| \| \| \| \| \| \| \| \| \| \| \| \| \| \| \| \| \| \| \| \| \| \| \| \| \| \| \| \| \| \| \| \| \| \| |          |                                                                                |     |        |    |  |
| |          |                                                                                | 1.  | 2.     | 3. |  |
| 1. |          | Lucia Romanovová Angela Walkerová                                              | 6 2 | 6 3    |    |  |
| 2. |          | Virginia Ruziciová Carling Bassettová                                          | 7 6 | 6 0    |    |  |
| 3. |          | Florenţa Mihaiová / Lucia Romanovová Carling Bassettová / Jill Hetheringtonová | 6 3 | 6 4    |    |  |
| |          |                                                                                |     |        |    |  |
| |          |                                                                                |     |        |    |  |
| |          |                                                                                |     |        |    |  |
| |          |                                                                                |     |        |    |  |
| |          |                                                                                |     |        |    |  |

#### Bulharsko vs. Švýcarsko
| | Bulharsko | 0 :                                                                                       | 3   | Švýcarsko |     |  |
| --- | --------- | ----------------------------------------------------------------------------------------- | --- | --------- | --- |  |
| Albisguetli Tennis Club, Curych, Švýcarsko červenec 1983 antuka (venku) |           |                                                                                           |     |           |     |  |
| \| \| \| \| 1. \| 2. \| 3. \| \| \| -- \| \| ----------------------------------------------------------------------------------------- \| --- \| --- \| --- \| \| \| 1. \| \| Adriana Velčevová Petra Delheesová-Jauchová \| 0 6 \| 2 6 \| \| \| \| 2. \| \| Manuela Malejevová Christiane Jolissaintová \| 4 6 \| 6 4 \| 4 6 \| \| \| 3. \| \| Marina Kondovová / Adriana Velčevová Petra Delheesová-Jauchová / Christiane Jolissaintová \| 2 6 \| 0 6 \| \| \| \| \| \| \| \| \| \| \| \| \| \| \| \| \| \| \| \| \| \| \| \| \| \| \| \| \| \| \| \| \| \| \| \| \| \| \| \| \| \| \| |           |                                                                                           |     |           |     |  |
| |           |                                                                                           | 1.  | 2.        | 3.  |  |
| 1. |           | Adriana Velčevová Petra Delheesová-Jauchová                                               | 0 6 | 2 6       |     |  |
| 2. |           | Manuela Malejevová Christiane Jolissaintová                                               | 4 6 | 6 4       | 4 6 |  |
| 3. |           | Marina Kondovová / Adriana Velčevová Petra Delheesová-Jauchová / Christiane Jolissaintová | 2 6 | 0 6       |     |  |
| |           |                                                                                           |     |           |     |  |
| |           |                                                                                           |     |           |     |  |
| |           |                                                                                           |     |           |     |  |
| |           |                                                                                           |     |           |     |  |
| |           |                                                                                           |     |           |     |  |

#### Velká Británnie vs. Lucembursko
| | Velká Británnie | 3 :                                                               | 0   | Lucembursko |    |  |
| --- | --------------- | ----------------------------------------------------------------- | --- | ----------- | -- |  |
| Albisguetli Tennis Club, Curych, Švýcarsko červenec 1983 antuka (venku) |                 |                                                                   |     |             |    |  |
| \| \| \| \| 1. \| 2. \| 3. \| \| \| -- \| \| ----------------------------------------------------------------- \| --- \| --- \| -- \| \| \| 1. \| \| Virginia Wadeová Ginette Hubertyová \| 6 0 \| 6 3 \| \| \| \| 2. \| \| Jo Durieová Simone Wolterová \| 6 2 \| 6 0 \| \| \| \| 3. \| \| Jo Durieová / Anne Hobbsová Ginette Hubertyová / Simone Wolterová \| 6 0 \| 6 0 \| \| \| \| \| \| \| \| \| \| \| \| \| \| \| \| \| \| \| \| \| \| \| \| \| \| \| \| \| \| \| \| \| \| \| \| \| \| \| \| \| \| \| |                 |                                                                   |     |             |    |  |
| |                 |                                                                   | 1.  | 2.          | 3. |  |
| 1. |                 | Virginia Wadeová Ginette Hubertyová                               | 6 0 | 6 3         |    |  |
| 2. |                 | Jo Durieová Simone Wolterová                                      | 6 2 | 6 0         |    |  |
| 3. |                 | Jo Durieová / Anne Hobbsová Ginette Hubertyová / Simone Wolterová | 6 0 | 6 0         |    |  |
| |                 |                                                                   |     |             |    |  |
| |                 |                                                                   |     |             |    |  |
| |                 |                                                                   |     |             |    |  |
| |                 |                                                                   |     |             |    |  |
| |                 |                                                                   |     |             |    |  |

#### Izrael vs. Brazílie
| | Izrael | 1 :                                                                           | 2   | Brazílie |     |  |
| --- | ------ | ----------------------------------------------------------------------------- | --- | -------- | --- |  |
| Albisguetli Tennis Club, Curych, Švýcarsko červenec 1983 antuka (venku) |        |                                                                               |     |          |     |  |
| \| \| \| \| 1. \| 2. \| 3. \| \| \| -- \| \| ----------------------------------------------------------------------------- \| --- \| --- \| --- \| \| \| 1. \| \| Rafeket Binjaminiová Cláudia Monteirová \| 6 0 \| 6 2 \| \| \| \| 2. \| \| Orly Bialistozká Patricia Medradová \| 2 6 \| 4 6 \| \| \| \| 3. \| \| Rafeket Binjaminiová / Sagit Doronová Patricia Medradová / Cláudia Monteirová \| 6 2 \| 1 6 \| 3 6 \| \| \| \| \| \| \| \| \| \| \| \| \| \| \| \| \| \| \| \| \| \| \| \| \| \| \| \| \| \| \| \| \| \| \| \| \| \| \| \| \| \| |        |                                                                               |     |          |     |  |
| |        |                                                                               | 1.  | 2.       | 3.  |  |
| 1. |        | Rafeket Binjaminiová Cláudia Monteirová                                       | 6 0 | 6 2      |     |  |
| 2. |        | Orly Bialistozká Patricia Medradová                                           | 2 6 | 4 6      |     |  |
| 3. |        | Rafeket Binjaminiová / Sagit Doronová Patricia Medradová / Cláudia Monteirová | 6 2 | 1 6      | 3 6 |  |
| |        |                                                                               |     |          |     |  |
| |        |                                                                               |     |          |     |  |
| |        |                                                                               |     |          |     |  |
| |        |                                                                               |     |          |     |  |
| |        |                                                                               |     |          |     |  |

#### Japonsko vs. Dánsko
| | Japonsko | 2 :                                                                           | 1   | Dánsko |    |  |
| --- | -------- | ----------------------------------------------------------------------------- | --- | ------ | -- |  |
| Albisguetli Tennis Club, Curych, Švýcarsko červenec 1983 antuka (venku) |          |                                                                               |     |        |    |  |
| \| \| \| \| 1. \| 2. \| 3. \| \| \| -- \| \| ----------------------------------------------------------------------------- \| --- \| --- \| -- \| \| \| 1. \| \| Emiko Okagawová Anne Møllerová \| 6 0 \| 6 2 \| \| \| \| 2. \| \| Ecuko Inoue Tine Scheuerová-Larsenová \| 2 6 \| 1 6 \| \| \| \| 3. \| \| Emiko Okagawová / Masako Janagiová Anne Møllerová / Tine Scheuerová-Larsenová \| 6 1 \| 6 1 \| \| \| \| \| \| \| \| \| \| \| \| \| \| \| \| \| \| \| \| \| \| \| \| \| \| \| \| \| \| \| \| \| \| \| \| \| \| \| \| \| \| \| |          |                                                                               |     |        |    |  |
| |          |                                                                               | 1.  | 2.     | 3. |  |
| 1. |          | Emiko Okagawová Anne Møllerová                                                | 6 0 | 6 2    |    |  |
| 2. |          | Ecuko Inoue Tine Scheuerová-Larsenová                                         | 2 6 | 1 6    |    |  |
| 3. |          | Emiko Okagawová / Masako Janagiová Anne Møllerová / Tine Scheuerová-Larsenová | 6 1 | 6 1    |    |  |
| |          |                                                                               |     |        |    |  |
| |          |                                                                               |     |        |    |  |
| |          |                                                                               |     |        |    |  |
| |          |                                                                               |     |        |    |  |
| |          |                                                                               |     |        |    |  |

#### Španělsko vs. Západní Německo
| | Španělsko | 0 :                                                                      | 3   | Západní Německo |    |  |
| --- | --------- | ------------------------------------------------------------------------ | --- | --------------- | -- |  |
| Albisguetli Tennis Club, Curych, Švýcarsko červenec 1983 antuka (venku) |           |                                                                          |     |                 |    |  |
| \| \| \| \| 1. \| 2. \| 3. \| \| \| -- \| \| ------------------------------------------------------------------------ \| --- \| --- \| -- \| \| \| 1. \| \| Ana Almansová Claudia Kohdeová-Kilschová \| 1 6 \| 2 6 \| \| \| \| 2. \| \| Carmen Pereová Alcalová Bettina Bungeová \| 5 7 \| 3 6 \| \| \| \| 3. \| \| Ana Almansová / Elena Guerrová Claudia Kohdeová-Kilschová / Eva Pfaffová \| 2 6 \| 1 6 \| \| \| \| \| \| \| \| \| \| \| \| \| \| \| \| \| \| \| \| \| \| \| \| \| \| \| \| \| \| \| \| \| \| \| \| \| \| \| \| \| \| \| |           |                                                                          |     |                 |    |  |
| |           |                                                                          | 1.  | 2.              | 3. |  |
| 1. |           | Ana Almansová Claudia Kohdeová-Kilschová                                 | 1 6 | 2 6             |    |  |
| 2. |           | Carmen Pereová Alcalová Bettina Bungeová                                 | 5 7 | 3 6             |    |  |
| 3. |           | Ana Almansová / Elena Guerrová Claudia Kohdeová-Kilschová / Eva Pfaffová | 2 6 | 1 6             |    |  |
| |           |                                                                          |     |                 |    |  |
| |           |                                                                          |     |                 |    |  |
| |           |                                                                          |     |                 |    |  |
| |           |                                                                          |     |                 |    |  |
| |           |                                                                          |     |                 |    |  |

### Druhé kolo

#### Spojené státy americké vs. Švédsko
| | Spojené státy americké | 3 :                                                                    | 0   | Švédsko |     |  |
| --- | ---------------------- | ---------------------------------------------------------------------- | --- | ------- | --- |  |
| Albisguetli Tennis Club, Curych, Švýcarsko červenec 1983 antuka (venku) |                        |                                                                        |     |         |     |  |
| \| \| \| \| 1. \| 2. \| 3. \| \| \| -- \| \| ---------------------------------------------------------------------- \| --- \| --- \| --- \| \| \| 1. \| \| Candy Reynoldsová Catarina Lindqvistová \| 6 3 \| 3 6 \| 6 1 \| \| \| 2. \| \| Andrea Jaegerová Catrin Jexellová \| 6 0 \| 6 2 \| \| \| \| 3. \| \| Candy Reynoldsová / Paula Smithová Catrin Jexellová / Helena Olssonová \| 6 1 \| 6 2 \| \| \| \| \| \| \| \| \| \| \| \| \| \| \| \| \| \| \| \| \| \| \| \| \| \| \| \| \| \| \| \| \| \| \| \| \| \| \| \| \| \| \| |                        |                                                                        |     |         |     |  |
| |                        |                                                                        | 1.  | 2.      | 3.  |  |
| 1. |                        | Candy Reynoldsová Catarina Lindqvistová                                | 6 3 | 3 6     | 6 1 |  |
| 2. |                        | Andrea Jaegerová Catrin Jexellová                                      | 6 0 | 6 2     |     |  |
| 3. |                        | Candy Reynoldsová / Paula Smithová Catrin Jexellová / Helena Olssonová | 6 1 | 6 2     |     |  |
| |                        |                                                                        |     |         |     |  |
| |                        |                                                                        |     |         |     |  |
| |                        |                                                                        |     |         |     |  |
| |                        |                                                                        |     |         |     |  |
| |                        |                                                                        |     |         |     |  |

#### Jugoslávie vs. Čínská lidová republika
| | Jugoslávie | 2 :                                                           | 1   | Čínská lidová republika |    |  |
| --- | ---------- | ------------------------------------------------------------- | --- | ----------------------- | -- |  |
| Albisguetli Tennis Club, Curych, Švýcarsko červenec 1983 antuka (venku) |            |                                                               |     |                         |    |  |
| \| \| \| \| 1. \| 2. \| 3. \| \| \| -- \| \| ------------------------------------------------------------- \| --- \| --- \| -- \| \| \| 1. \| \| Sabrina Golešová Jü Li-čchiao \| 7 6 \| 6 3 \| \| \| \| 2. \| \| Renata Šašaková Wang Pching \| 6 4 \| 7 6 \| \| \| \| 3. \| \| Sabrina Golešová / Renata Šašaková Jü Li-čchiao / Wang Pching \| 6 0 \| 7 6 \| \| \| \| \| \| \| \| \| \| \| \| \| \| \| \| \| \| \| \| \| \| \| \| \| \| \| \| \| \| \| \| \| \| \| \| \| \| \| \| \| \| \| |            |                                                               |     |                         |    |  |
| |            |                                                               | 1.  | 2.                      | 3. |  |
| 1. |            | Sabrina Golešová Jü Li-čchiao                                 | 7 6 | 6 3                     |    |  |
| 2. |            | Renata Šašaková Wang Pching                                   | 6 4 | 7 6                     |    |  |
| 3. |            | Sabrina Golešová / Renata Šašaková Jü Li-čchiao / Wang Pching | 6 0 | 7 6                     |    |  |
| |            |                                                               |     |                         |    |  |
| |            |                                                               |     |                         |    |  |
| |            |                                                               |     |                         |    |  |
| |            |                                                               |     |                         |    |  |
| |            |                                                               |     |                         |    |  |

#### Argentina vs. Maďarsko
| | Argentina | 3 :                                                                                    | 0   | Maďarsko |     |  |
| --- | --------- | -------------------------------------------------------------------------------------- | --- | -------- | --- |  |
| Albisguetli Tennis Club, Curych, Švýcarsko červenec 1983 antuka (venku) |           |                                                                                        |     |          |     |  |
| \| \| \| \| 1. \| 2. \| 3. \| \| \| -- \| \| -------------------------------------------------------------------------------------- \| --- \| --- \| --- \| \| \| 1. \| \| Emilse Rapponiová Longová Csilla Cserépyová \| 6 4 \| 7 5 \| \| \| \| 2. \| \| Ivanna Madrugaová Ossèsová Andrea Temesváriová \| 6 4 \| 7 5 \| \| \| \| 3. \| \| Liliana Giussaniová / Emilse Rapponiová Longová Csilla Cserépyová / Éva Rózsavölgyiová \| 6 3 \| 2 6 \| 6 3 \| \| \| \| \| \| \| \| \| \| \| \| \| \| \| \| \| \| \| \| \| \| \| \| \| \| \| \| \| \| \| \| \| \| \| \| \| \| \| \| \| \| |           |                                                                                        |     |          |     |  |
| |           |                                                                                        | 1.  | 2.       | 3.  |  |
| 1. |           | Emilse Rapponiová Longová Csilla Cserépyová                                            | 6 4 | 7 5      |     |  |
| 2. |           | Ivanna Madrugaová Ossèsová Andrea Temesváriová                                         | 6 4 | 7 5      |     |  |
| 3. |           | Liliana Giussaniová / Emilse Rapponiová Longová Csilla Cserépyová / Éva Rózsavölgyiová | 6 3 | 2 6      | 6 3 |  |
| |           |                                                                                        |     |          |     |  |
| |           |                                                                                        |     |          |     |  |
| |           |                                                                                        |     |          |     |  |
| |           |                                                                                        |     |          |     |  |
| |           |                                                                                        |     |          |     |  |

#### Itálie vs. Československo
| | Itálie | 1 :                                                                     | 2   | Československo |    |  |
| --- | ------ | ----------------------------------------------------------------------- | --- | -------------- | -- |  |
| Albisguetli Tennis Club, Curych, Švýcarsko červenec 1983 antuka (venku) |        |                                                                         |     |                |    |  |
| \| \| \| \| 1. \| 2. \| 3. \| \| \| -- \| \| ----------------------------------------------------------------------- \| --- \| --- \| -- \| \| \| 1. \| \| Raffaella Reggiová Helena Suková \| 6 4 \| 6 1 \| \| \| \| 2. \| \| Sabina Simmondsová Hana Mandlíková \| 3 6 \| 3 6 \| \| \| \| 3. \| \| Sandra Cecchiniová / Raffaella Reggiová Hana Mandlíková / Helena Suková \| 1 6 \| 4 6 \| \| \| \| \| \| \| \| \| \| \| \| \| \| \| \| \| \| \| \| \| \| \| \| \| \| \| \| \| \| \| \| \| \| \| \| \| \| \| \| \| \| \| |        |                                                                         |     |                |    |  |
| |        |                                                                         | 1.  | 2.             | 3. |  |
| 1. |        | Raffaella Reggiová Helena Suková                                        | 6 4 | 6 1            |    |  |
| 2. |        | Sabina Simmondsová Hana Mandlíková                                      | 3 6 | 3 6            |    |  |
| 3. |        | Sandra Cecchiniová / Raffaella Reggiová Hana Mandlíková / Helena Suková | 1 6 | 4 6            |    |  |
| |        |                                                                         |     |                |    |  |
| |        |                                                                         |     |                |    |  |
| |        |                                                                         |     |                |    |  |
| |        |                                                                         |     |                |    |  |
| |        |                                                                         |     |                |    |  |

#### Austrálie vs. Mexiko
| | Austrálie | 3 :                                                                                   | 0   | Mexiko |     |  |
| --- | --------- | ------------------------------------------------------------------------------------- | --- | ------ | --- |  |
| Albisguetli Tennis Club, Curych, Švýcarsko červenec 1983 antuka (venku) |           |                                                                                       |     |        |     |  |
| \| \| \| \| 1. \| 2. \| 3. \| \| \| -- \| \| ------------------------------------------------------------------------------------- \| --- \| --- \| --- \| \| \| 1. \| \| Dianne Fromholtzová Claudia Hernándezová Salasová \| 6 4 \| 6 1 \| \| \| \| 2. \| \| Wendy Turnbullová Heliane Stedenová \| 6 7 \| 7 5 \| 6 4 \| \| \| 3. \| \| Dianne Fromholtzová / Susan Leová Claudia Hernándezová Salasová / Alejandra Vallejová \| 6 3 \| 6 0 \| \| \| \| \| \| \| \| \| \| \| \| \| \| \| \| \| \| \| \| \| \| \| \| \| \| \| \| \| \| \| \| \| \| \| \| \| \| \| \| \| \| \| |           |                                                                                       |     |        |     |  |
| |           |                                                                                       | 1.  | 2.     | 3.  |  |
| 1. |           | Dianne Fromholtzová Claudia Hernándezová Salasová                                     | 6 4 | 6 1    |     |  |
| 2. |           | Wendy Turnbullová Heliane Stedenová                                                   | 6 7 | 7 5    | 6 4 |  |
| 3. |           | Dianne Fromholtzová / Susan Leová Claudia Hernándezová Salasová / Alejandra Vallejová | 6 3 | 6 0    |     |  |
| |           |                                                                                       |     |        |     |  |
| |           |                                                                                       |     |        |     |  |
| |           |                                                                                       |     |        |     |  |
| |           |                                                                                       |     |        |     |  |
| |           |                                                                                       |     |        |     |  |

#### Rumunsko vs. Švýcarsko
| | Rumunsko | 1 :                                                                                        | 2   | Švýcarsko |     |  |
| --- | -------- | ------------------------------------------------------------------------------------------ | --- | --------- | --- |  |
| Albisguetli Tennis Club, Curych, Švýcarsko červenec 1983 antuka (venku) |          |                                                                                            |     |           |     |  |
| \| \| \| \| 1. \| 2. \| 3. \| \| \| -- \| \| ------------------------------------------------------------------------------------------ \| --- \| --- \| --- \| \| \| 1. \| \| Lucia Romanovová Petra Delheesová-Jauchová \| 1 6 \| 4 6 \| \| \| \| 2. \| \| Virginia Ruziciová Christiane Jolissaintová \| 7 6 \| 6 4 \| \| \| \| 3. \| \| Lucia Romanovová / Virginia Ruziciová Petra Delheesová-Jauchová / Christiane Jolissaintová \| 6 2 \| 3 6 \| 5 7 \| \| \| \| \| \| \| \| \| \| \| \| \| \| \| \| \| \| \| \| \| \| \| \| \| \| \| \| \| \| \| \| \| \| \| \| \| \| \| \| \| \| |          |                                                                                            |     |           |     |  |
| |          |                                                                                            | 1.  | 2.        | 3.  |  |
| 1. |          | Lucia Romanovová Petra Delheesová-Jauchová                                                 | 1 6 | 4 6       |     |  |
| 2. |          | Virginia Ruziciová Christiane Jolissaintová                                                | 7 6 | 6 4       |     |  |
| 3. |          | Lucia Romanovová / Virginia Ruziciová Petra Delheesová-Jauchová / Christiane Jolissaintová | 6 2 | 3 6       | 5 7 |  |
| |          |                                                                                            |     |           |     |  |
| |          |                                                                                            |     |           |     |  |
| |          |                                                                                            |     |           |     |  |
| |          |                                                                                            |     |           |     |  |
| |          |                                                                                            |     |           |     |  |

#### Velká Británie vs. Brazílie
| | Velká Británie | 3 :                                                                 | 0   | Brazílie |     |  |
| --- | -------------- | ------------------------------------------------------------------- | --- | -------- | --- |  |
| Albisguetli Tennis Club, Curych, Švýcarsko červenec 1983 antuka (venku) |                |                                                                     |     |          |     |  |
| \| \| \| \| 1. \| 2. \| 3. \| \| \| -- \| \| ------------------------------------------------------------------- \| --- \| --- \| --- \| \| \| 1. \| \| Virginia Wadeová Cláudia Monteirová \| 6 1 \| 2 6 \| 6 3 \| \| \| 2. \| \| Jo Durieová Patricia Medradová \| 6 4 \| 6 4 \| \| \| \| 3. \| \| Jo Durieová / Anne Hobbsová Patricia Medradová / Cláudia Monteirová \| 6 3 \| 6 2 \| \| \| \| \| \| \| \| \| \| \| \| \| \| \| \| \| \| \| \| \| \| \| \| \| \| \| \| \| \| \| \| \| \| \| \| \| \| \| \| \| \| \| |                |                                                                     |     |          |     |  |
| |                |                                                                     | 1.  | 2.       | 3.  |  |
| 1. |                | Virginia Wadeová Cláudia Monteirová                                 | 6 1 | 2 6      | 6 3 |  |
| 2. |                | Jo Durieová Patricia Medradová                                      | 6 4 | 6 4      |     |  |
| 3. |                | Jo Durieová / Anne Hobbsová Patricia Medradová / Cláudia Monteirová | 6 3 | 6 2      |     |  |
| |                |                                                                     |     |          |     |  |
| |                |                                                                     |     |          |     |  |
| |                |                                                                     |     |          |     |  |
| |                |                                                                     |     |          |     |  |
| |                |                                                                     |     |          |     |  |

#### Japonsko vs. Západní Německo
| | Japonsko | 0 :                                                                 | 3   | Západní Německo |    |  |
| --- | -------- | ------------------------------------------------------------------- | --- | --------------- | -- |  |
| Albisguetli Tennis Club, Curych, Švýcarsko červenec 1983 antuka (venku) |          |                                                                     |     |                 |    |  |
| \| \| \| \| 1. \| 2. \| 3. \| \| \| -- \| \| ------------------------------------------------------------------- \| --- \| --- \| -- \| \| \| 1. \| \| Emiko Okagawová Eva Pfaffová \| 3 6 \| 3 6 \| \| \| \| 2. \| \| Ecuko Inoue Bettina Bungeová \| 1 6 \| 0 6 \| \| \| \| 3. \| \| Emiko Okagawová / Masako Janagiová Petra Keppelerová / Eva Pfaffová \| 6 7 \| 5 7 \| \| \| \| \| \| \| \| \| \| \| \| \| \| \| \| \| \| \| \| \| \| \| \| \| \| \| \| \| \| \| \| \| \| \| \| \| \| \| \| \| \| \| |          |                                                                     |     |                 |    |  |
| |          |                                                                     | 1.  | 2.              | 3. |  |
| 1. |          | Emiko Okagawová Eva Pfaffová                                        | 3 6 | 3 6             |    |  |
| 2. |          | Ecuko Inoue Bettina Bungeová                                        | 1 6 | 0 6             |    |  |
| 3. |          | Emiko Okagawová / Masako Janagiová Petra Keppelerová / Eva Pfaffová | 6 7 | 5 7             |    |  |
| |          |                                                                     |     |                 |    |  |
| |          |                                                                     |     |                 |    |  |
| |          |                                                                     |     |                 |    |  |
| |          |                                                                     |     |                 |    |  |
| |          |                                                                     |     |                 |    |  |

### Čtvrtfinále

#### Spojené státy americké vs. Jugoslávie
| | Spojené státy americké | 2 :                                                                   | 1   | Jugoslávie |       |  |
| --- | ---------------------- | --------------------------------------------------------------------- | --- | ---------- | ----- |  |
| Albisguetli Tennis Club, Curych, Švýcarsko červenec 1983 antuka (venku) |                        |                                                                       |     |            |       |  |
| \| \| \| \| 1. \| 2. \| 3. \| \| \| -- \| \| --------------------------------------------------------------------- \| --- \| --- \| ----- \| \| \| 1. \| \| Candy Reynoldsová Sabrina Golešová \| 5 7 \| 6 3 \| 10 12 \| \| \| 2. \| \| Andrea Jaegerová Renata Šašaková \| 6 0 \| 6 1 \| \| \| \| 3. \| \| Candy Reynoldsová / Paula Smithová Sabrina Golešová / Renata Šašaková \| 6 3 \| 6 4 \| \| \| \| \| \| \| \| \| \| \| \| \| \| \| \| \| \| \| \| \| \| \| \| \| \| \| \| \| \| \| \| \| \| \| \| \| \| \| \| \| \| \| |                        |                                                                       |     |            |       |  |
| |                        |                                                                       | 1.  | 2.         | 3.    |  |
| 1. |                        | Candy Reynoldsová Sabrina Golešová                                    | 5 7 | 6 3        | 10 12 |  |
| 2. |                        | Andrea Jaegerová Renata Šašaková                                      | 6 0 | 6 1        |       |  |
| 3. |                        | Candy Reynoldsová / Paula Smithová Sabrina Golešová / Renata Šašaková | 6 3 | 6 4        |       |  |
| |                        |                                                                       |     |            |       |  |
| |                        |                                                                       |     |            |       |  |
| |                        |                                                                       |     |            |       |  |
| |                        |                                                                       |     |            |       |  |
| |                        |                                                                       |     |            |       |  |

#### Argentina vs. Československo
| | Argentina | 0 :                                        | 2   | Československo |     |            |
| --- | --------- | ------------------------------------------ | --- | -------------- | --- | ---------- |
| Albisguetli Tennis Club, Curych, Švýcarsko červenec 1983 antuka (venku) |           |                                            |     |                |     |            |
| \| \| \| \| 1. \| 2. \| 3. \| \| \| -- \| \| ------------------------------------------ \| --- \| --- \| --- \| ---------- \| \| 1. \| \| Emilse Rapponiová Longová Helena Suková \| 6 4 \| 1 6 \| 2 6 \| \| \| 2. \| \| Ivanna Madrugaová Ossèsová Hana Mandlíková \| 4 6 \| 3 6 \| \| \| \| 3. \| \| \| \| \| \| nehrálo se \| \| \| \| \| \| \| \| \| \| \| \| \| \| \| \| \| \| \| \| \| \| \| \| \| \| \| \| \| \| \| \| \| \| \| \| \| \| \| \| \| |           |                                            |     |                |     |            |
| |           |                                            | 1.  | 2.             | 3.  |            |
| 1. |           | Emilse Rapponiová Longová Helena Suková    | 6 4 | 1 6            | 2 6 |            |
| 2. |           | Ivanna Madrugaová Ossèsová Hana Mandlíková | 4 6 | 3 6            |     |            |
| 3. |           |                                            |     |                |     | nehrálo se |
| |           |                                            |     |                |     |            |
| |           |                                            |     |                |     |            |
| |           |                                            |     |                |     |            |
| |           |                                            |     |                |     |            |
| |           |                                            |     |                |     |            |

#### Austrálie vs. Švýcarsko
| | Austrálie | 1 :                                                                                    | 2   | Švýcarsko |     |  |
| --- | --------- | -------------------------------------------------------------------------------------- | --- | --------- | --- |  |
| Albisguetli Tennis Club, Curych, Švýcarsko červenec 1983 antuka (venku)) |           |                                                                                        |     |           |     |  |
| \| \| \| \| 1. \| 2. \| 3. \| \| \| -- \| \| -------------------------------------------------------------------------------------- \| --- \| --- \| --- \| \| \| 1. \| \| Dianne Fromholtzová Petra Delheesová-Jauchová \| 1 6 \| 4 6 \| \| \| \| 2. \| \| Wendy Turnbullová Christiane Jolissaintová \| 4 6 \| 7 6 \| 1 6 \| \| \| 3. \| \| Dianne Fromholtzová / Susan Leová Petra Delheesová-Jauchová / Christiane Jolissaintová \| 6 1 \| 7 6 \| \| \| \| \| \| \| \| \| \| \| \| \| \| \| \| \| \| \| \| \| \| \| \| \| \| \| \| \| \| \| \| \| \| \| \| \| \| \| \| \| \| \| |           |                                                                                        |     |           |     |  |
| |           |                                                                                        | 1.  | 2.        | 3.  |  |
| 1. |           | Dianne Fromholtzová Petra Delheesová-Jauchová                                          | 1 6 | 4 6       |     |  |
| 2. |           | Wendy Turnbullová Christiane Jolissaintová                                             | 4 6 | 7 6       | 1 6 |  |
| 3. |           | Dianne Fromholtzová / Susan Leová Petra Delheesová-Jauchová / Christiane Jolissaintová | 6 1 | 7 6       |     |  |
| |           |                                                                                        |     |           |     |  |
| |           |                                                                                        |     |           |     |  |
| |           |                                                                                        |     |           |     |  |
| |           |                                                                                        |     |           |     |  |
| |           |                                                                                        |     |           |     |  |

#### Velká Británie vs. Západní Německo
| | Velká Británie | 1 :                                                         | 2   | Západní Německo |      |  |
| --- | -------------- | ----------------------------------------------------------- | --- | --------------- | ---- |  |
| Albisguetli Tennis Club, Curych, Švýcarsko červenec 1983 antuka (venku) |                |                                                             |     |                 |      |  |
| \| \| \| \| 1. \| 2. \| 3. \| \| \| -- \| \| ----------------------------------------------------------- \| --- \| --- \| ---- \| \| \| 1. \| \| Virginia Wadeová Claudia Kohdeová-Kilschová \| 3 6 \| 0 6 \| \| \| \| 2. \| \| Jo Durieová Bettina Bungeová \| 3 6 \| 4 6 \| \| \| \| 3. \| \| Jo Durieová / Anne Hobbsová Bettina Bungeová / Eva Pfaffová \| 3 6 \| 6 4 \| 10 8 \| \| \| \| \| \| \| \| \| \| \| \| \| \| \| \| \| \| \| \| \| \| \| \| \| \| \| \| \| \| \| \| \| \| \| \| \| \| \| \| \| \| |                |                                                             |     |                 |      |  |
| |                |                                                             | 1.  | 2.              | 3.   |  |
| 1. |                | Virginia Wadeová Claudia Kohdeová-Kilschová                 | 3 6 | 0 6             |      |  |
| 2. |                | Jo Durieová Bettina Bungeová                                | 3 6 | 4 6             |      |  |
| 3. |                | Jo Durieová / Anne Hobbsová Bettina Bungeová / Eva Pfaffová | 3 6 | 6 4             | 10 8 |  |
| |                |                                                             |     |                 |      |  |
| |                |                                                             |     |                 |      |  |
| |                |                                                             |     |                 |      |  |
| |                |                                                             |     |                 |      |  |
| |                |                                                             |     |                 |      |  |

### Semifinále

#### Spojené státy americké vs. Československo
| | Spojené státy americké | 0 :                              | 2   | Československo |     |            |
| --- | ---------------------- | -------------------------------- | --- | -------------- | --- | ---------- |
| Albisguetli Tennis Club, Curych, Švýcarsko červenec 1983 antuka (venku) |                        |                                  |     |                |     |            |
| \| \| \| \| 1. \| 2. \| 3. \| \| \| -- \| \| -------------------------------- \| --- \| --- \| --- \| ---------- \| \| 1. \| \| Candy Reynoldsová Helena Suková \| 7 6 \| 2 6 \| 2 6 \| \| \| 2. \| \| Andrea Jaegerová Hana Mandlíková \| 6 7 \| 7 5 \| 3 6 \| \| \| 3. \| \| \| \| \| \| nehrálo se \| \| \| \| \| \| \| \| \| \| \| \| \| \| \| \| \| \| \| \| \| \| \| \| \| \| \| \| \| \| \| \| \| \| \| \| \| \| \| \| \| |                        |                                  |     |                |     |            |
| |                        |                                  | 1.  | 2.             | 3.  |            |
| 1. |                        | Candy Reynoldsová Helena Suková  | 7 6 | 2 6            | 2 6 |            |
| 2. |                        | Andrea Jaegerová Hana Mandlíková | 6 7 | 7 5            | 3 6 |            |
| 3. |                        |                                  |     |                |     | nehrálo se |
| |                        |                                  |     |                |     |            |
| |                        |                                  |     |                |     |            |
| |                        |                                  |     |                |     |            |
| |                        |                                  |     |                |     |            |
| |                        |                                  |     |                |     |            |

#### Švýcarsko vs. Západní Německo
| | Švýcarsko | 0 :                                                                                   | 3   | Západní Německo |    |  |
| --- | --------- | ------------------------------------------------------------------------------------- | --- | --------------- | -- |  |
| Albisguetli Tennis Club, Curych, Švýcarsko červenec 1983 antuka (venku) |           |                                                                                       |     |                 |    |  |
| \| \| \| \| 1. \| 2. \| 3. \| \| \| -- \| \| ------------------------------------------------------------------------------------- \| --- \| --- \| -- \| \| \| 1. \| \| Petra Delheesová-Jauchová Claudia Kohdeová-Kilschová \| 4 6 \| 3 6 \| \| \| \| 2. \| \| Christiane Jolissaintová Bettina Bungeová \| 0 6 \| 3 6 \| \| \| \| 3. \| \| Petra Delheesová-Jauchová / Christiane Jolissaintová Petra Keppelerová / Eva Pfaffová \| 3 6 \| 4 6 \| \| \| \| \| \| \| \| \| \| \| \| \| \| \| \| \| \| \| \| \| \| \| \| \| \| \| \| \| \| \| \| \| \| \| \| \| \| \| \| \| \| \| |           |                                                                                       |     |                 |    |  |
| |           |                                                                                       | 1.  | 2.              | 3. |  |
| 1. |           | Petra Delheesová-Jauchová Claudia Kohdeová-Kilschová                                  | 4 6 | 3 6             |    |  |
| 2. |           | Christiane Jolissaintová Bettina Bungeová                                             | 0 6 | 3 6             |    |  |
| 3. |           | Petra Delheesová-Jauchová / Christiane Jolissaintová Petra Keppelerová / Eva Pfaffová | 3 6 | 4 6             |    |  |
| |           |                                                                                       |     |                 |    |  |
| |           |                                                                                       |     |                 |    |  |
| |           |                                                                                       |     |                 |    |  |
| |           |                                                                                       |     |                 |    |  |
| |           |                                                                                       |     |                 |    |  |

### Finále

#### Československo vs. Západní Německo
| | Československo | 2 :                                                                        | 1   | Západní Německo |     |       |
| --- | -------------- | -------------------------------------------------------------------------- | --- | --------------- | --- | ----- |
| Albisguetli Tennis Club, Curych, Švýcarsko červenec 1983 antuka (venku) |                |                                                                            |     |                 |     |       |
| \| \| \| \| 1. \| 2. \| 3. \| \| \| -- \| \| -------------------------------------------------------------------------- \| --- \| --- \| --- \| ----- \| \| 1. \| \| Helena Suková Claudia Kohdeová-Kilschová \| 6 4 \| 2 6 \| 6 2 \| \| \| 2. \| \| Hana Mandlíková Bettina Bungeová \| 6 2 \| 3 0 \| \| skreč \| \| 3. \| \| Iva Budařová / Marcela Skuherská Claudia Kohdeová-Kilschová / Eva Pfaffová \| 6 3 \| 2 6 \| 1 6 \| \| \| \| \| \| \| \| \| \| \| \| \| \| \| \| \| \| \| \| \| \| \| \| \| \| \| \| \| \| \| \| \| \| \| \| \| \| \| \| \| \| |                |                                                                            |     |                 |     |       |
| |                |                                                                            | 1.  | 2.              | 3.  |       |
| 1. |                | Helena Suková Claudia Kohdeová-Kilschová                                   | 6 4 | 2 6             | 6 2 |       |
| 2. |                | Hana Mandlíková Bettina Bungeová                                           | 6 2 | 3 0             |     | skreč |
| 3. |                | Iva Budařová / Marcela Skuherská Claudia Kohdeová-Kilschová / Eva Pfaffová | 6 3 | 2 6             | 1 6 |       |
| |                |                                                                            |     |                 |     |       |
| |                |                                                                            |     |                 |     |       |
| |                |                                                                            |     |                 |     |       |
| |                |                                                                            |     |                 |     |       |
| |                |                                                                            |     |                 |     |       |

#### Vítěz
| Vítěz Poháru federace 1983 |
| -------------------------- |
| Československo druhý titul |

## Turnaj útěchy

### Pavouk
|  | První kolo | První kolo  | První kolo    |             |             | Druhé kolo | Druhé kolo | Druhé kolo    |   |  | Čtvrtfinále | Čtvrtfinále | Čtvrtfinále |   |  | Semifinále | Semifinále | Semifinále |  |  | Finále | Finále        | Finále |
|  |            |             |               |             |             |            |            |               |   |  |             |             |             |   |  |            |            |            |  |  |        |               |        |
|  |            |             |               |             |             |            |            |               |   |  |             |             |             |   |  |            |            |            |  |  |        |               |        |
|  |            |             | Dánsko        | 1           |             |            |            |               |   |  |             |             |             |   |  |            |            |            |  |  |        |               |        |
|  |            |             |               | 1           |             |            |            |               |   |  |             |             |             |   |  |            |            |            |  |  |        |               |        |
|  |            |             |               | Izrael      | 2           |            |            |               |   |  |             |             |             |   |  |            |            |            |  |  |        |               |        |
|  |            |             |               | Izrael      | 2           |            |            |               |   |  |             |             |             |   |  |            |            |            |  |  |        |               |        |
|  |            |             |               |             |             |            |            |               |   |  |             |             |             |   |  |            |            |            |  |  |        |               |        |
|  |            |             |               |             |             |            |            |               |   |  |             |             |             |   |  |            |            |            |  |  |        |               |        |
|  |            |             |               |             |             |            |            | Izrael        | 1 |  |             |             |             |   |  |            |            |            |  |  |        |               |        |
|  |            |             |               |             |             |            |            |               | 1 |  |             |             |             |   |  |            |            |            |  |  |        |               |        |
|  |            |             | Nizozemsko    | 2           |             |            |            |               |   |  |             |             |             |   |  |            |            |            |  |  |        |               |        |
|  |            |             | Nizozemsko    | 2           |             |            |            |               |   |  |             |             |             |   |  |            |            |            |  |  |        |               |        |
|  |            |             |               |             |             |            |            |               |   |  |             |             |             |   |  |            |            |            |  |  |        |               |        |
|  |            |             |               |             |             |            |            |               |   |  |             |             |             |   |  |            |            |            |  |  |        |               |        |
|  |            |             | Nizozemsko    | 3           |             |            |            |               |   |  |             |             |             |   |  |            |            |            |  |  |        |               |        |
|  |            |             |               | 3           |             |            |            |               |   |  |             |             |             |   |  |            |            |            |  |  |        |               |        |
|  |            |             |               | Jamajka     | 0           |            |            |               |   |  |             |             |             |   |  |            |            |            |  |  |        |               |        |
|  |            | Jamajka     | 2             | Jamajka     | 0           |            |            |               |   |  |             |             |             |   |  |            |            |            |  |  |        |               |        |
|  |            | Jamajka     | 2             |             |             |            |            |               |   |  |             |             |             |   |  |            |            |            |  |  |        |               |        |
|  |            | Indonésie   | 0             |             |             |            |            |               |   |  |             |             |             |   |  |            |            |            |  |  |        |               |        |
|  |            |             |               |             |             |            |            |               |   |  |             |             | Nizozemsko  | 1 |  |            |            |            |  |  |        |               |        |
|  |            |             |               |             |             |            |            |               |   |  |             |             |             |   |  |            |            |            |  |  |        |               |        |
|  |            |             | Sovětský svaz | 2           |             |            |            |               |   |  |             |             |             |   |  |            |            |            |  |  |        |               |        |
|  |            |             | Sovětský svaz | 2           |             |            |            |               |   |  |             |             |             |   |  |            |            |            |  |  |        |               |        |
|  |            |             |               |             |             |            |            |               |   |  |             |             |             |   |  |            |            |            |  |  |        |               |        |
|  |            |             |               |             |             |            |            |               |   |  |             |             |             |   |  |            |            |            |  |  |        |               |        |
|  |            |             | Sovětský svaz | 2           |             |            |            |               |   |  |             |             |             |   |  |            |            |            |  |  |        |               |        |
|  |            |             |               | 2           |             |            |            |               |   |  |             |             |             |   |  |            |            |            |  |  |        |               |        |
|  |            |             |               | Bulharsko   | 1           |            |            |               |   |  |             |             |             |   |  |            |            |            |  |  |        |               |        |
|  |            | Bulharsko   | 3             | Bulharsko   | 1           |            |            |               |   |  |             |             |             |   |  |            |            |            |  |  |        |               |        |
|  |            | Bulharsko   | 3             |             |             |            |            |               |   |  |             |             |             |   |  |            |            |            |  |  |        |               |        |
|  |            | Zimbabwe    | 0             |             |             |            |            |               |   |  |             |             |             |   |  |            |            |            |  |  |        |               |        |
|  |            |             |               |             |             |            |            | Sovětský svaz | 2 |  |             |             |             |   |  |            |            |            |  |  |        |               |        |
|  |            |             |               |             |             |            |            |               | 2 |  |             |             |             |   |  |            |            |            |  |  |        |               |        |
|  |            |             | Kanada        | 1           |             |            |            |               |   |  |             |             |             |   |  |            |            |            |  |  |        |               |        |
|  |            |             | Kanada        | 1           |             |            |            |               |   |  |             |             |             |   |  |            |            |            |  |  |        |               |        |
|  |            |             |               |             |             |            |            |               |   |  |             |             |             |   |  |            |            |            |  |  |        |               |        |
|  |            |             |               |             |             |            |            |               |   |  |             |             |             |   |  |            |            |            |  |  |        |               |        |
|  |            |             | Kanada        | 3           |             |            |            |               |   |  |             |             |             |   |  |            |            |            |  |  |        |               |        |
|  |            |             |               | 3           |             |            |            |               |   |  |             |             |             |   |  |            |            |            |  |  |        |               |        |
|  |            |             |               | Tchaj-wan   | 0           |            |            |               |   |  |             |             |             |   |  |            |            |            |  |  |        |               |        |
|  |            | Lucembursko | 1             | Tchaj-wan   | 0           |            |            |               |   |  |             |             |             |   |  |            |            |            |  |  |        |               |        |
|  |            | Lucembursko | 1             |             |             |            |            |               |   |  |             |             |             |   |  |            |            |            |  |  |        |               |        |
|  |            | Tchaj-wan   | 2             |             |             |            |            |               |   |  |             |             |             |   |  |            |            |            |  |  |        |               |        |
|  |            |             |               |             |             |            |            |               |   |  |             |             |             |   |  |            |            |            |  |  |        | Sovětský svaz | 2      |
|  |            |             |               |             |             |            |            |               |   |  |             |             |             |   |  |            |            |            |  |  |        | Sovětský svaz | 2      |
|  |            |             |               |             |             |            |            |               |   |  |             |             |             |   |  |            |            |            |  |  |        | Peru          | 1      |
|  |            |             |               |             |             |            |            |               |   |  |             |             |             |   |  |            |            |            |  |  |        | Peru          | 1      |
|  |            | Norsko      | 1             |             |             |            |            |               |   |  |             |             |             |   |  |            |            |            |  |  |        |               |        |
|  |            | Belgie      | 2             |             |             |            |            |               |   |  |             |             |             |   |  |            |            |            |  |  |        |               |        |
|  |            | Belgie      | 2             |             | Belgie      | 1          |            |               |   |  |             |             |             |   |  |            |            |            |  |  |        |               |        |
|  |            |             |               |             | Belgie      | 1          |            |               |   |  |             |             |             |   |  |            |            |            |  |  |        |               |        |
|  |            |             |               | Rakousko    | 2           |            |            |               |   |  |             |             |             |   |  |            |            |            |  |  |        |               |        |
|  |            |             |               | Rakousko    | 2           |            |            |               |   |  |             |             |             |   |  |            |            |            |  |  |        |               |        |
|  |            |             |               |             |             |            |            |               |   |  |             |             |             |   |  |            |            |            |  |  |        |               |        |
|  |            |             |               |             |             |            |            |               |   |  |             |             |             |   |  |            |            |            |  |  |        |               |        |
|  |            |             |               |             |             |            |            | Rakousko      | 0 |  |             |             |             |   |  |            |            |            |  |  |        |               |        |
|  |            |             |               |             |             |            |            |               | 0 |  |             |             |             |   |  |            |            |            |  |  |        |               |        |
|  |            |             | Peru          | 2           |             |            |            |               |   |  |             |             |             |   |  |            |            |            |  |  |        |               |        |
|  |            | Řecko       | Peru          | 2           | 3           |            |            |               |   |  |             |             |             |   |  |            |            |            |  |  |        |               |        |
|  |            | Řecko       |               |             | 3           |            |            |               |   |  |             |             |             |   |  |            |            |            |  |  |        |               |        |
|  |            | Filipíny    | 0             |             |             |            |            |               |   |  |             |             |             |   |  |            |            |            |  |  |        |               |        |
|  |            | Filipíny    | 0             |             | Řecko       | 0          |            |               |   |  |             |             |             |   |  |            |            |            |  |  |        |               |        |
|  |            |             |               |             | Řecko       | 0          |            |               |   |  |             |             |             |   |  |            |            |            |  |  |        |               |        |
|  |            |             |               | Peru        | 3           |            |            |               |   |  |             |             |             |   |  |            |            |            |  |  |        |               |        |
|  |            |             |               | Peru        | 3           |            |            |               |   |  |             |             |             |   |  |            |            |            |  |  |        |               |        |
|  |            |             |               |             |             |            |            |               |   |  |             |             |             |   |  |            |            |            |  |  |        |               |        |
|  |            |             |               |             |             |            |            |               |   |  |             |             |             |   |  |            |            |            |  |  |        |               |        |
|  |            |             |               |             |             |            |            |               |   |  |             |             | Peru        | 2 |  |            |            |            |  |  |        |               |        |
|  |            |             |               |             |             |            |            |               |   |  |             |             |             |   |  |            |            |            |  |  |        |               |        |
|  |            |             | Jižní Korea   | 1           |             |            |            |               |   |  |             |             |             |   |  |            |            |            |  |  |        |               |        |
|  |            | Irsko       | Jižní Korea   | 1           | 0           |            |            |               |   |  |             |             |             |   |  |            |            |            |  |  |        |               |        |
|  |            | Irsko       |               |             | 0           |            |            |               |   |  |             |             |             |   |  |            |            |            |  |  |        |               |        |
|  |            | Jižní Korea | 3             |             |             |            |            |               |   |  |             |             |             |   |  |            |            |            |  |  |        |               |        |
|  |            | Jižní Korea | 3             |             | Jižní Korea | 2          |            |               |   |  |             |             |             |   |  |            |            |            |  |  |        |               |        |
|  |            |             |               |             | Jižní Korea | 2          |            |               |   |  |             |             |             |   |  |            |            |            |  |  |        |               |        |
|  |            |             |               | Francie     | 1           |            |            |               |   |  |             |             |             |   |  |            |            |            |  |  |        |               |        |
|  |            |             |               | Francie     | 1           |            |            |               |   |  |             |             |             |   |  |            |            |            |  |  |        |               |        |
|  |            |             |               |             |             |            |            |               |   |  |             |             |             |   |  |            |            |            |  |  |        |               |        |
|  |            |             |               |             |             |            |            |               |   |  |             |             |             |   |  |            |            |            |  |  |        |               |        |
|  |            |             |               |             |             |            |            | Jižní Korea   | 2 |  |             |             |             |   |  |            |            |            |  |  |        |               |        |
|  |            |             |               |             |             |            |            |               | 2 |  |             |             |             |   |  |            |            |            |  |  |        |               |        |
|  |            |             | Španělsko     | 1           |             |            |            |               |   |  |             |             |             |   |  |            |            |            |  |  |        |               |        |
|  |            |             | Španělsko     | 1           |             |            |            |               |   |  |             |             |             |   |  |            |            |            |  |  |        |               |        |
|  |            |             |               |             |             |            |            |               |   |  |             |             |             |   |  |            |            |            |  |  |        |               |        |
|  |            |             |               |             |             |            |            |               |   |  |             |             |             |   |  |            |            |            |  |  |        |               |        |
|  |            |             | Španělsko     | 3           |             |            |            |               |   |  |             |             |             |   |  |            |            |            |  |  |        |               |        |
|  |            |             |               | 3           |             |            |            |               |   |  |             |             |             |   |  |            |            |            |  |  |        |               |        |
|  |            |             |               | Portugalsko | 0           |            |            |               |   |  |             |             |             |   |  |            |            |            |  |  |        |               |        |
|  |            |             |               | Portugalsko | 0           |            |            |               |   |  |             |             |             |   |  |            |            |            |  |  |        |               |        |
|  |            |             |               |             |             |            |            |               |   |  |             |             |             |   |  |            |            |            |  |  |        |               |        |